# Llei del mínim
La llei del mínim o simplement Llei de Liebig és un principi de la fertilització en agricultura, va ser popularitzada per Justus von Liebig partint de la formulació que en va fer Carl Sprengel el 1828.
Aquest concepte primer va ser aplicat a l'agricultura on es va trobar que un increment dels nutrients per sobre de les necessitats ja no incrementava el creixement vegetal. S'havia de tenir en compte el nutrient limitant. Es va expressar amb un aforisme: La disponibilitat del nutrient més abundant en el sòl és tan disponible com la disponibilitat del nutrient menys abundant en el sòl.

Bóta de Liebig que expressa la llei del mínim

Segons Liebig la llei del mínim es pot expressar amb la imatge d'una bóta en la qual la fusta més curta limita la capacitat d'emmagatzemar un líquid.
La llei del mínim s'ha ampliat a altres camps com els ecosistemes on el creixement d'un organisme és dependent d'un gran nombre de factors i el que està en menor quantitat limita els altres.
Per exemple en l'equació de sota el creixement de la població {\displaystyle O} està en funció del mínim dels tres termes de Michaelis-Menten representat per factors limitants {\displaystyle I}, {\displaystyle N} i {\displaystyle P}.
{\displaystyle {\frac {dO}{dt}}=min\left({\frac {I}{k_{I}+I}},{\frac {N}{k_{N}+N}},{\frac {P}{k_{P}+P}}\right)}
Això està limitat a situacions on les condicions són estables i les interaccions estretament controlades.